# フィセル

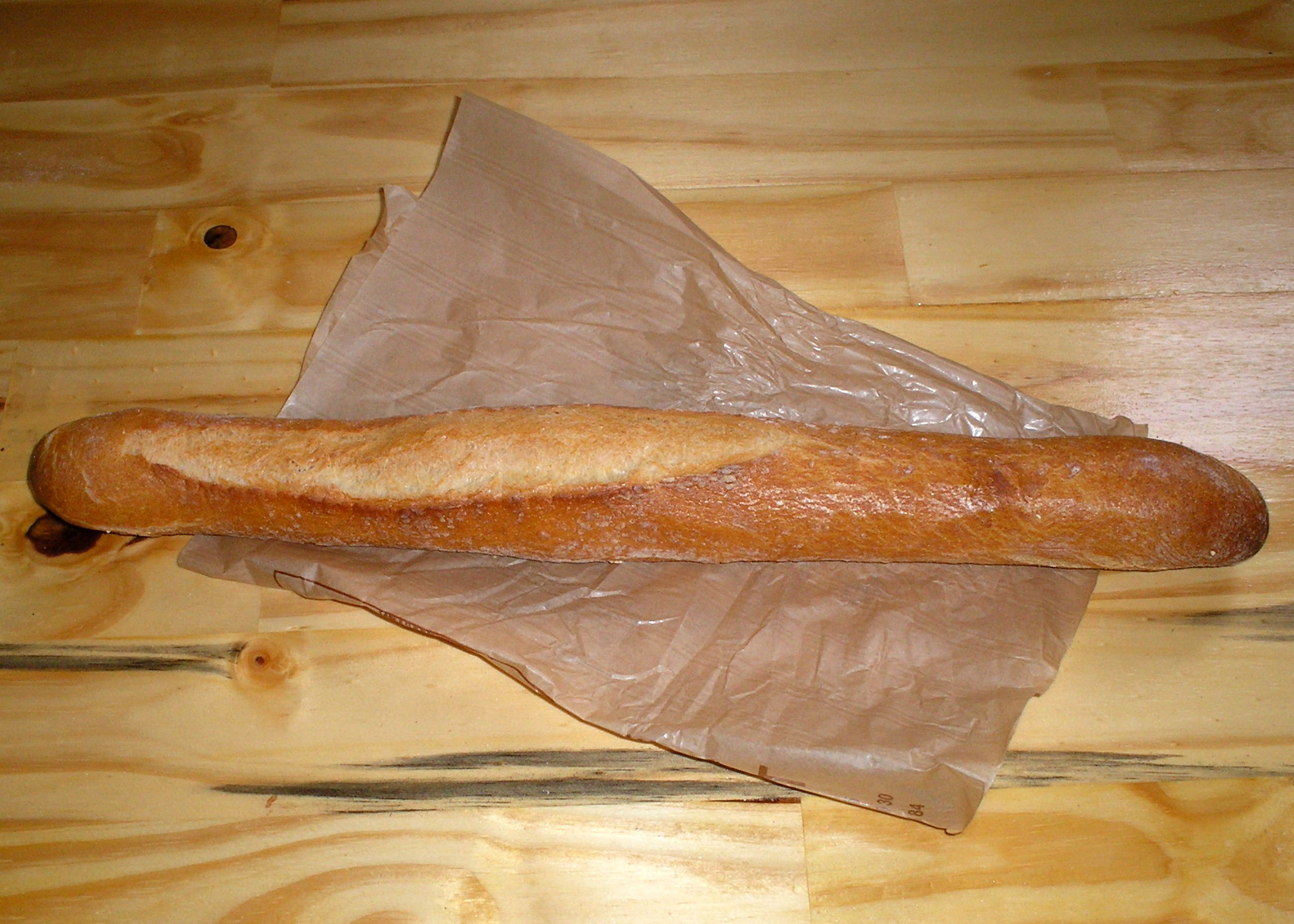
クッキングシートに包まれたフィセル）

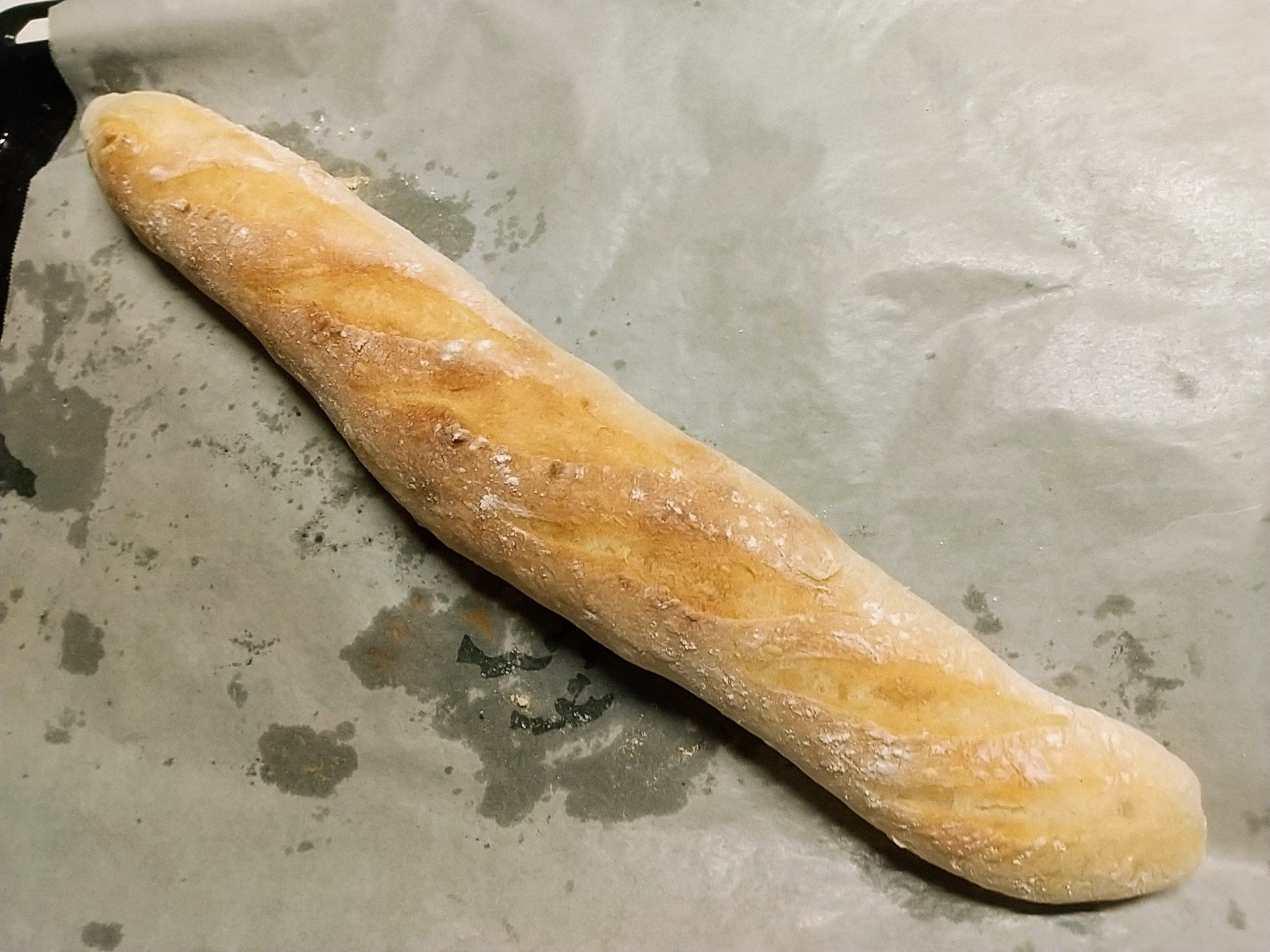
クープを複数持つフィセル

フィセル（フランス語: Ficelle）はフランスパンの一種、小麦粉・塩・水・イーストのみで作られるフランスの伝統的なパン、パン・トラディショネル（仏: pain traditionnel）の一種である。
フランス語で紐（ひも）の意味。パン・トラディショネルにはバゲットも含まれるが、フィセルとバゲットの材料および製法は同じで、棒状になっている形状も類似している。違いとしてはバゲットと比べた場合、フィセルのほうが細い。バゲットの重量が350グラムなのに対し、フィセルの重量は約125グラムと少ない。
材料と製法は同じであるが太さが異なることでパンの皮と中身の比率が異なり、味わいが異なってくる。詳細はバゲットの説明を参照の事。